# Rešavanje jednačina
U matematici, rešavanje jednačina je nalaženje njihovih rešenja, koja su vrednosti (brojevi, funkcije, skupovi, itd.) koje zadovoljavaju uslove navedene jednačinom, koja se generalno sastoji od dva izraza povezana znakom jednakosti. Kada se traži rešenje, jedna ili više slobodnih promenljivih se označavaju kao nepoznate. Rešenje je dodeljivanje izraza nepoznatim promenljivama, uz održavanje tačnosti jednačina. Drugim rečima, rešenje je izraz ili kolekcija izraza (jedan za svaku nepoznatu) tako da, kada se supstituišu nepoznate, jednačina postane identitet. Rešenje jednačine često se naziva i koren jednačine, posebno, mada ne samo, za algebarske ili numeričke jednačine.
Problem rešavanja jednačine može biti numerički ili simbolički. Rešavanje jednačine numerički znači da se kao rešenja prihvataju samo brojevi koji su eksplicitno predstavljeni kao numerali (a ne kao izrazi koji sadrže promenljive). Rešavanje jednačine simbolički znači da se izrazi koji mogu sadržavati poznate promenljive ili eventualno i promenljive koje nisu u originalnoj jednačini prihvataju kao rešenja.
Na primer, jednačina x + y = 2x – 1 je rešena za nepoznato x rešenjem x = y + 1, jer zamenjivanjem y + 1 za x u jednačini rezultira u (y + 1) + y = 2(y + 1) – 1, istinitim izrazom. Moguće je i da se uzme promenljiva y za nepoznatu, u kom slučaju je jednačina je rešena sa y = x – 1. Ili se x i y mogu tretirati kao nepoznate, u kom slučaju postoji mnogo rešenja jednačine. (x, y) = (a + 1, a) je simbolično rešenje. Instanciranje simboličkog rešenja sa specifičnim brojevima uvek daje numeričko rešenje; na primer, a = 0 daje (x, y) = (1, 0) (to jest, x = 1 i y = 0), a a = 1 daje (x, y) = (2, 1). Razlika između poznatih i nepoznatih promenljivih je data u definiciji problema, a ne u jednačini. Međutim, u nekim oblastima matematike konvencija je da se rezervišu neke promenljive kao poznate, a druge kao nepoznate. Pri pisanju polinoma, koeficijenti se obično smatraju poznatim, a promenljive su nepoznate, mada u zavisnosti od problema, sve promenljive mogu poprimiti bilo koju od uloga.
U zavisnosti od problema, zadatak može biti pronalaženje bilo kog rešenja (dovoljno je pronalaženje jednog rešenja) ili svih rešenja. Set svih rešenja naziva se skup rešenja. U gornjem primeru, rešenje (x, y) = (a + 1, a) je takođe parametrizacija skupa rešenja sa parametrom a. Moguće je i da je zadatak da se nađe rešenje, među mnogim mogućim, koje je u nekom pogledu najbolje; problemi te prirode se nazivaju problemima optimizacije; rešavanje optimizacionih problema se uglavnom ne naziva „rešavanjem jednačina”.
Formulacija poput „jednačina od x i y”, ili „rešiti za x i y”, podrazumeva da su nepoznate naznačene: u ovim slučajevima x i y.

## Pregled
U opštem slučaju postoji situacija kao što je
ƒ(x1,...,xn) = c
gde su x1,...,x nepoznate promenljive, a c je konstanta. Rešenja su članovi inverznog prikaza
ƒ −1[c] = {(a1,...,an) ∈ T1×···×Tn | ƒ(a1,...,an) = c},
gde je T1×···×Tn domen funkcije ƒ. Skup rešenja može biti prazan skup (nema rešenja), singlton (postoji tačno jedno rešenje), konačan ili beskonačan (postoji beskonačno mnogo rešenja).
Na primer, jednačina kao što je
3x + 2y = 21z
sa nepoznatim promenljivama x, y i z, može se rešiti tako što će se prvo promeniti jednačina na neki način, zadržavajući je u ekvivalentnom obliku, kao što je oduzimanje 21z sa obe strane jednačine da bi se dobilo
3x + 2y − 21z = 0
U ovom konkretnom slučaju ne postoji samo jedno rešenje ove jednačine, već je beskonačni skup rešenja, koji se može napisati
{(x, y, z) | 3x + 2y − 21z = 0}.
Jedno određeno rešenje je x = 0, y = 0, z = 0. Druga dva rešenja su x = 3, y = 6, z = 1, i x = 8, y = 9, z = 2. Zapravo, ovoj specifični skup rešenja opisuje ravan u trodimenzionalnom prostoru, koja prolazi kroz tri tačke sa tim koordinatama.

## Literatura
- Gil, A.; Segura, J.; Temme, N. M. (2007). Numerical methods for special functions. Society for Industrial and Applied Mathematics. ISBN 978-0-89871-634-4.
- Süli, Endre; Mayers, David (2003). An Introduction to Numerical Analysis. Cambridge University Press. ISBN 0-521-00794-1.
- Kendall E. Atkinson, Atkinson, Kendall (16. 1. 1991). An Introduction to Numerical Analysis. John Wiley & Sons. ISBN 0-471-62489-6.. (1989) John Wiley & Sons, Inc,
- Ypma, Tjalling J. (1995). „Historical development of the Newton–Raphson method”. SIAM Review. 37 (4): 531—551. doi:10.1137/1037125.
- Bonnans, J. Frédéric; Gilbert, J. Charles; Lemaréchal, Claude; Sagastizábal, Claudia A. (2006). Numerical optimization: Theoretical and practical aspects. Universitext (Second revised ed. of translation of 1997 French изд.). Berlin: Springer-Verlag. стр. xiv+490. ISBN 3-540-35445-X. MR 2265882. doi:10.1007/978-3-540-35447-5.
- P. Deuflhard, Deuflhard, Peter (13. 1. 2005). Newton Methods for Nonlinear Problems. Affine Invariance and Adaptive Algorithms. Springer. ISBN 3-540-21099-7.. Springer Series in Computational Mathematics, Vol. 35. Springer, Berlin, 2004..
- C. T. Kelley, Kelley, C. T. (јануар 2003). Solving Nonlinear Equations with Newton's Method. ISBN 0-89871-546-6.. no 1 in Fundamentals of Algorithms, SIAM, 2003..
- J. M. Ortega, W. C. Rheinboldt, Ortega, J. M.; Rheinboldt, W. C. Iterative Solution of Nonlinear Equations in Several Variables. ISBN 0-89871-461-3.. Classics in Applied Mathematics, SIAM, 2000..
- Press, W. H.; Teukolsky, S. A.; Vetterling, W. T.; Flannery, B. P. (2007). „Chapter 9. Root Finding and Nonlinear Sets of Equations Importance Sampling”. Numerical Recipes: The Art of Scientific Computing (3rd изд.). New York: Cambridge University Press. ISBN 978-0-521-88068-8. Архивирано из оригинала 11. 08. 2011. г. Приступљено 12. 08. 2019.. See especially Sections „9.4”. Архивирано из оригинала 11. 08. 2011. г. Приступљено 12. 08. 2019., „9.6”. Архивирано из оригинала 11. 08. 2011. г. Приступљено 12. 08. 2019., and „9.7”. Архивирано из оригинала 11. 08. 2011. г. Приступљено 12. 08. 2019.
- Kaw, Autar; Kalu, Egwu (2008). „Numerical Methods with Applications” (1st изд.).
- Artin, Michael (1991). Algebra. Prentice Hall. ISBN 81-203-0871-9.
- T.S. Blyth. Lattices and Ordered Algebraic Structures. ISBN 1-85233-905-5.. Springer, 2005,
- Munkres, James R. (2000). Topology (2 изд.). Prentice Hall. ISBN 978-0-13-181629-9.
- Kelley, John L. (1985). General Topology. Graduate Texts in Mathematics. 27 (2 изд.). Birkhäuser. ISBN 978-0-387-90125-1.
- Golub, Gene H.; Charles F. Van Loan (1986). Matrix Computations (3rd изд.). Johns Hopkins University Press. ISBN 0-8018-5413-X.
- Higham, Nicholas J. (1996). Accuracy and Stability of Numerical Algorithms. Society for Industrial and Applied Mathematics. ISBN 0-89871-355-2.
- Hildebrand, F. B. (1974). Introduction to Numerical Analysis (2nd изд.). McGraw-Hill. ISBN 0-07-028761-9.
- Leader, Jeffery J. (2004). Numerical Analysis and Scientific Computation. Addison Wesley. ISBN 0-201-73499-0.
- Wilkinson, J.H. (1965). The Algebraic Eigenvalue Problem. Clarendon Press. Bibcode:1965aep..book.....W.
- Kahan, W. (1972). A survey of error-analysis. Proc. IFIP Congress 71 in Ljubljana. Info. Processing 71. 2. Amsterdam: North-Holland Publishing. стр. 1214—39. (examples of the importance of accurate arithmetic).
- Trefethen, Lloyd N. (2006). "Numerical analysis", 20 pages. In: Timothy Gowers and June Barrow-Green (editors), Princeton Companion of Mathematics, Princeton University Press.

## Spoljašnje veze
- Weisstein, Eric W. „Newton's Method”. MathWorld.
- Mathews, J., The Accelerated and Modified Newton Methods, Course notes.
- Wu, X., Roots of Equations, Course notes.